# Priscila Flor da Silva
Priscila Flor da Silva (São Gonçalo do Amarante, 22 de agosto de 2004), mais conhecida como Priscila, é uma futebolista brasileira que atua como atacante. Revelada pelo Internacional, atualmente joga no América do México.

## Carreira

### Início
Natural de São Gonçalo do Amarante, na região metropolitana de Natal, no Rio Grande do Norte, Priscila iniciou sua carreira atuando em campos do bairro e nas quadras próximas de sua casa, onde morava. Aos oito anos, começou a jogar informalmente com meninos do bairro. 
Após um período, Priscila teve a oportunidade de fazer parte do elenco do Monte Líbano, onde disputou duas partidas pelo clube no Campeonato Potiguar Feminino 2019, ainda com 14 anos de idade. Posteriormente, chamou atenção e integrou no Fênix, uma equipe de futsal de São Gonçalo. A atacante chegou a deixar a casa dos pais e se mudou para Santa Catarina, aos 15 anos, para defender o Barateiro Futsal, uma das equipes mais tradicionais do nosso futsal.
Depois do período atuando nas quadras, Priscila migrou para o futebol de campo, através do projeto social chamado Dez da Bola, em Natal. Seu talento fez com que realizasse testes em equipes como Internacional e Ferroviária.
| “ | Quando me mudei para Santa Catarina, comecei a jogar no Barateiro Futsal, mas com o tempo eu vi que não ia crescer ali, não queria mais. Então, decidi fazer o teste no campo. Fiz na Ferroviária e não deu certo, cinco dias depois fui para o Internacional, passei cinco dias no clube e recebi o resultado que iria ficar. Essa mudança foi tão rápida que eu nem passei muito tempo na base, já comecei a treinar com a equipe profissional e já assinei o meu primeiro contrato. | ” |

Após o período de testes, Priscila foi aprovada no Internacional, sendo a primeira chance em uma equipe profissional de futebol.

### Internacional
Em outubro de 2021, Priscila chegou como reforço a equipe do Internacional com apenas 17 anos. Sua estreia com a camisa das Gurias Coloradas aconteceu em outubro diante do Elite CD pelo Campeonato Gaúcho, onde marcou seus dois primeiros gols como jogadora profissional. Em sua primeira temporada na equipe principal, marcou seis gols em quatro jogos disputados.
O destaque inicial pela equipe principal do Internacional, fez com Priscila assinasse o primeiro contrato profissional com a equipe gaúcha.
Na temporada seguinte, integrou ao elenco na disputa do Campeonato Brasileiro, aonde a equipe gaúcha terminou com o vice-campeonato após ser superada pelo Corinthians. Nas divisões de base conquistou os Campeonato Brasileiros Sub-17 e Sub-20.
Foi na temporada de 2023 onde obteve grande destaque vestindo a camisa colorada, sendo um dos principais nomes da equipe principal e artilheira do clube na temporada. Com ênfase na disputa da Copa Libertadores da América, que a equipe gaúcha chegou até as quartas de final, sendo eliminada nos pênaltis para o Corinthians
Na disputa pelo terceiro lugar, o Internacional foi derrotado pelo Atlético Nacional por 3 a 2 na disputa pelo terceiro lugar. Priscila teve participação direta nos gols da equipe nos oito jogos disputados na competição, terminando como artilheira da competição com oito gols e três assistências.
Priscila foi decisiva também na decisão do Campeonato Gaúcho diante do rival Grêmio. A camisa 19 marcou nos dois jogos das finais e assegurou o 12º título da equipe colorada.
A temporada de destaque com a camisa do Internacional, principalmente na disputa da Copa Libertadores da América, fez com que conquistasse o prêmio Rainha da América, superando nomes como Millene, do Corinthians e Bia Zaneratto, do Palmeiras, que ficaram em segundo e terceiro, respectivamente.

### México
Priscila foi negociada com o Club América do México em 12 de setembro de 2024 por R$ 2,8 milhões, tornando-se a maior transferência da história do futebol brasileiro feminino e uma das maiores mundialmente. O Internacional manteve 20% dos direitos econômicos da atleta em uma possível venda futura, além de bônus adicionais conforme o desempenho da jogadora. Sua estreia no América foi em 26 de setembro como substituta contra o Santos Laguna, e quatro dias depois, já entrando como titular, marcou seu primeiro gol contra o Club Tijuana.

## Seleção Brasileira

### Categorias de base
Priscila foi convocada pela primeira vez para a Seleção Brasileira de Futebol Feminino Sub-20 em 2022. Em julho do mesmo ano, a treinadora Jéssica de Lima convocou a atacante para compor o grupo de 21 atletas na disputa da Copa do Mundo de Futebol Feminino Sub-20 de 2022, na qual terminou com a medalha de bronze, marcando um gol no torneio. Em agosto de 2023 foi convocada pela técnica Simone Jatobá para a disputa da Liga de Desenvolvimento Sub-19. Com a camisa da amarelinha, Priscila conquistou a competição sendo artilheira com seis gols marcados.  Pouco depois de completar 20 anos jogou sua segunda Copa do Mundo Sub-20 em 2024, marcando três gols na campanha que acabou nas quartas de final.

### Principal
Priscila foi convocada pela primeira vez pela equipe principal da Seleção Brasileira pelo técnico Arthur Elias em novembro de 2023, visando a disputa de dois amistosos contra o Japão e um diante do Nicarágua. Na sua estreia diante da seleção japonesa no dia 30 de novembro, na Neo Química Arena em São Paulo, Priscila entrou no segundo tempo e marcou seu primeiro gol pela seleção, que garantiu vitória brasileira por 4 a 3.
Em julho de 2024, Priscila foi convocada pelo técnico Arthur Elias para compor o grupo da Seleção Brasileira na disputa dos Jogos Olímpicos de Paris. Estreou na competição diante do Japão, em partida válida pela 2ª rodada da fase de grupos, em que a amarelinha saiu derrotada por 2 a 1.
Na semifinal diante da Seleção Espanhola, a camisa 19 começou entre as titulares, sendo uma das surpresas de Arthur Elias na escalação da seleção para a partida decisiva.  Priscila acabou sendo decisiva e um dos destaques da equipe em campo, em especial por sua participação no primeiro gol da partida que acabaria 4 a 2: com menos de cinco minutos, Priscila pressionou a saída de bola da goleira Cate Coll, e da atacante a bola acertou a zagueira  Paredes, que marcou um gol contra. Na comemoração, Priscila saiu gritando na cara da arqueira espanhola, uma das imagens que se tornaram marcantes na vitória histórica da Amarelinha. A atacante também participou da jogada que originou o terceiro gol brasileiro marcado por Adriana.
Na decisão contra os Seleção de Futebol Feminino dos Estados Unidos, algoz do Brasil nos jogos de Atenas-2004 e Pequim-2008, Priscila entrou no decorrer do segundo tempo, mas a Amarelinha saiu derrotada por 1 a 0 e conquistou a medalha de prata.

## Títulos
Internacional
- Copa Gaúcha Sub-17: 2021
- Campeonato Gaúcho: 2021 e 2023
- Campeonato Brasileiro Sub-17: 2022
- Campeonato Brasileiro Sub-20: 2022 e 2023
- Brasil Ladies Cup: 2023

Seleção Brasileira
- Liga de Desenvolvimento Sub-19: 2023

### Campanhas de destaque
Internacional
- Campeonato Brasileiro - 2º lugar (2022)

Seleção Brasileira
- Copa do Mundo Sub-20 - 3º lugar (2022)
- Jogos Olímpicos - Prata (2024)

### Prêmios Individuais
Internacional
- Craque da Final do Campeonato Gaúcho: 2023
- Rainha da América (El País): 2023

Seleção Brasileira
- Artilheira da Liga de Desenvolvimento Sub-19: 2023 (6 gols)
- Artilheira da Copa Libertadores da América: 2023 (8 gols)